# Listă de masoni moldoveni
Aceasta este o listă de masoni moldoveni (din Republica Moldova, RSS Moldovenească, Basarabia sau Principatul Moldovei).
Pentru o listă de personalități marcante românești, care au făcut parte din viață social-politică a Moldovei de-a lungul timpului și au fost masoni, vedeți articolul listă de masoni români. Pentru o listă de personalități marcante vedeți articolul listă de masoni.

## A
- Vasile Alecsandri (1821 - 1890), poet, dramaturg, folclorist, om politic, ministru, diplomat, academician[1]
- Iurie Ambros, designer – grafician[2]

## C
- Alexandru Ioan Cuza[1] (1820 - 1873), domnitor al Principatelor Unite

## E
- Manolache Costache Epureanu (1820 - 1880), prim ministru al României[3]

## H
- Pan Halippa (1883 - 1979), publicist și om politic basarabean[2]

## I
- Ion Inculeț, om politic basarabean[2]

## K
- Mihail Kogălniceanu[necesită citare]

## M
- Victor Madan, om de afaceri. Mare Maestru al Marii Loje Naționale a Moldovei.[2]
- Constantin Mavrocordat (1711 - 1769) domnitor în Țara Românească și Moldova[2]
- Mitropolitul Vladimir, (incert, se presupune doar)[2]

## R
- Alecu Russo[1] (1819 - 1859) poet, prozator

## S
- Mihail Sadoveanu (1880 - 1961), scriitor, povestitor, nuvelist, romancier, academician și om politic [1]
- Iurie Sedlețchi, rector al USEM, profesor universitar, doctor în drept. Marele Maestru al Marii Loje Masonice din Moldova[4]
- Alexandru Sturdza (1791 - 1854), publicist rus și diplomat de origine română[1]
- Dimitrie A. Sturdza, (1833 — 1914), academician, om politic român[1]

## U
- Serafim Urechean, politician[5]

## V
- Anatol Vidrașcu⁠(en)[traduceți], director general al grupului editorial „Litera” și președinte al Institutului Cultural European[2]